# Miguel Sanó
Miguel Ángel Jean Sanó (San Pedro de Macorís, 11 maggio 1993) è un giocatore di baseball dominicano che gioca nei ruoli di terza base e battitore designato per i Minnesota Twins della Major League Baseball (MLB).

## Carriera
Sanò firmò come free agent amatoriale il 9 ottobre 2009 con i Minnesota Twins. Debuttò nella MLB il 2 luglio 2015, al Kauffman Stadium di Kansas City contro i Kansas City Royals. Inizialmente scese in campo principalmente come battitore designato. Il mese successivo fu premiato come miglior rookie dell'American League di agosto. Concluse la sua prima stagione con 18 fuoricampo in 80 partite, classificandosi al terzo posto nel premio di rookie dell'anno. Dopo essere stato escluso dal suo ruolo naturale di terza base e chiuso da Joe Mauer in quello di prima base, Sanó iniziò la stagione 2016 come esterno destro dei Twins. Il 1º giugno fu inserito in lista infortunati per un problema a un tendine del ginocchio. Tornò in campo quasi un mese dopo e finì l'annata come terza base dopo che Trevor Plouffe si infortunò. La sua seconda annata terminò con 25 fuoricampo e 66 punti battuti a casa, malgrado l'avere subito un preoccupante numero di strikeout, 178 in 437 turni in battuta.
Il 2 luglio 2017, Sanó fu convocato per il primo All-Star Game della carriera.

## Palmarès
- MLB All-Star: 1

2017